# 649 (tal)
649 är det naturliga heltal som följer 648 och följs av 650.

## Matematiska egenskaper
- 649 är ett udda tal.
- 649 är ett semiprimtal[1].
- 649 är ett sammansatt tal.
- 649 är ett glatt tal.

## Inom vetenskapen
- 649 Josefa, en asteroid.